# انتونیو گنتو
انتونیو گنتو (انگلیسی: Antonio Gento; ۲۵ اکتبر ۱۹۴۰ – ۲۵ دسامبر ۲۰۲۰) بازیکن فوتبال اهل اسپانیا بود.
از باشگاه‌هایی که در آن بازی کرده‌است می‌توان به باشگاه فوتبال رئال مادرید اشاره کرد.